# Dreieck Oldenburg-West
Dreieck Oldenburg-West is een knooppunt in de Duitse deelstaat Nedersaksen.
Op dit trompetknooppunt sluit de A293 (de stadssnelweg van Oldenburg) aan op de A28 Dreieck Leer-Dreieck Stuhr.

## Geografie
Het knooppunt ligt in het westen van de stad Oldenburg ongeveer 2 km ten westen van het stadscentrum. Nabijgelegen stadsdelen zijn Wechloy, Dietrichsfeld, Ziegelhof, Ehnern en Haarentor.

## Geschiedenis
Voor de aanleg van de snelwegen lag hier de kruising van de 69 Wilhelmshaven-Diepholz en de 75 Leer-Bremen

## Configuratie
Rijstrook
Nabij het knooppunt hebben beide snelwegen 2x2 rijstroken.
Alle verbindingswegen hebben één rijstrook.
Knooppunt
Het knooppunt is een trompetknooppunt.
Bijzonderheid
Speciaal aan het knooppunt is dat de A293 naadloos overgaat in de A28 richting Dreieck Stuhr en de A28 van/naar Dreieck Leer buigt hier af/sluit hier aan. 

## Verkeersintensiteiten
Dagelijks passeren ongeveer 87.000 voertuigen het knooppunt.
| Van                              | Naar                          | Gemiddeld aantal voertuigen per dag | Percentage vrachtverkeer |
| -------------------------------- | ----------------------------- | ----------------------------------- | ------------------------ |
| AS Oldenburg-Wechloy (A 28)      | AD Oldenburg-West             | 46.400                              | 8,8 %                    |
| AD Oldenburg-West                | AS Oldenburg-Haarentor (A 28) | 70.600                              | 6,5 %                    |
| AS Oldenburg-Bürgerfelde (A 293) | AD Oldenburg-West             | 58.000                              | 3,7 %                    |

## Richtingen knooppunt
| Aansluitende wegen                                                     | Aansluitende wegen | Aansluitende wegen                                            | Aansluitende wegen | Aansluitende wegen |
| ---------------------------------------------------------------------- | ------------------ | ------------------------------------------------------------- | ------------------ | ------------------ |
|                                                                        |                    | richting Oldenburg-Bürgerfelde Nordenham / Wilhelmshaven      |                    |                    |
|                                                                        |                    |                                                               |                    |                    |
| richting Oldenburg-Wechloy Bad Zwischenahn Leer / Emden Groningen (NL) |                    |                                                               |                    |                    |
|                                                                        |                    |                                                               |                    |                    |
|                                                                        |                    | richting Oldenburg-Haarentor / -Stadtmitte Osnabrück / Bremen |                    |                    |